# Tauro (cónsul 428)
Flavio Tauro (muerto en 449) fue un político del Imperio Romano de Oriente, cónsul en 428.
Era el hijo de Aureliano, Cónsul en 400 y poderoso Prefecto del Pretorio de Oriente, nieto de Tauro Cónsul en 361. Su hijo, Tauro Clementino Armonio Clementino, fue cónsul en 513.
Como su padre, su abuelo y su tío Flavio Eutiquiano antes que él, él fue Cónsul, en 428, y Prefecto del Pretorio (de Oriente); también obtuvo el rango de patricio entre 433 y 434.